# 擲虎
擲虎，又稱三國，是台灣日治時期的傳統牌類遊戲，用中國象棋棋子作牌具。

## 牌具
- 三十二枚中國象棋棋子，分為兵國、俥國、帥國，這三門花色。
  - 兵國：兵、卒。
  - 車國：俥、車、傌、馬、炮、包。
  - 將國：帥、將、仕、士、相、象。

## 牌規
- 二到四人遊戲。三人遊戲時，去掉兩枚棋子。
- 棋子混洗，棋面朝下分為N疊，N等於所有棋子除以遊戲人數。每人輪流拿一疊，直到分完。
- 配棋後，莊家先引牌，閒家需出大過上家的同色、同型的組合。牌大者贏得該回所有棋子，下回合作引牌；若無可大過上家牌，墊同數量牌。牌型、大小如下。
  - 兵國：一到五枚同色的兵，兵＞卒。
  - 俥國：
    - 俥＞車＞傌＞馬＞炮＞包
    - 雙俥＞雙車＞雙傌＞雙馬＞雙炮＞雙包
    - 俥傌炮＞車馬包
    - 四、或五枚，為以上三枚組合，再加一枚、兩枚同門、同色棋子。先比前三枚大小，同樣，再比最後一、兩枚大小。

  - 帥國：
    - 帥＞將＞仕＞士＞相＞象
    - 雙仕＞雙士＞雙相＞雙象
    - 帥仕相＞將士象
- 所有棋出完時，最後一回的贏棋者獲勝。[1]